# Vojvoda Dávid
Vojvoda Dávid (Kaposvár, 1990. szeptember 4. –) magyar válogatott kosárlabdázó, az Alba Fehérvár játékosa. 2014-ben, 2015-ben és 2017-ben az év kosárlabdázójának választották Magyarországon.

## Pályafutása

### Klubcsapatokban
Édesapja is kosárlabdázott, pályafutását szülővárosának csapatában, a Kaposvári KK-ban kezdte, ahol 2006-ban mutatkozott be a felnőttek között. Négy évet játszott a Somogy megyei csapatban, majd miután 19 évesen a 2009-2010-es bajnokság egyik legjobb teljesítményét nyújtotta, az akkor bajnoki és kupa címvédő ZTE KK igazolta le.
2011 februárjában újabb csapatváltás következett, az Atomerőmű SE szerződtette Vojvodát. Két szezont követően igazolt a Szolnoki Olajhoz, amellyel a következő években magyar bajnoki címeket és kupagyőzelmet ünnepelhetett. Eközben a magyar válogatottban is alapember, majd csapatkapitány lett, miközben Magyarországon egymást követő két évben is a legjobbnak választották.
A szolnoki csapat színeiben a nemzetközi porondon is megmutathatta magát, a kosárlabda Adria Ligában a játékhét legjobbjának is megválasztották. Négyszer nyert bajnoki címet és kupát a Szolnokkal. 2019 nyarán az olasz élvonalban szereplő Pallacanestro Reggiana szerződtette. A koronavírus-járvány miatt 2020 áprilisában befejezettnek nyilvánította az olasz idény, Vojvoda pedig felbontva szerződését, hazatért Magyarországra. Április 21-én három évre aláírt az Alba Fehérvár csapatához.

### A válogatottban
A magyar válogatott tagjaként részt vett a  2017-es Európa-bajnokságon.

## Sikerei, díjai
Szolnoki Olaj
- Magyar bajnok: 2014, 2015, 2016, 2018
- Magyar Kupa-győztes: 2014, 2015, 2018, 2019
- Az év magyar kosárlabdázója (2014, 2015, 2017[13])

## Külső hivatkozások
- Vojvoda Dávid az Eurobasket.com oldalán
- Vojvoda Dávid az MKOSZ honlapján[halott link]
- Vojvoda Dávid a FIBA Europe honlapján